# Marco Scribonio Libone Druso
Marco Scribonio Libone Druso (latino: Marcus Scribonius Libo Drusus; 20 a.C. circa – 13 settembre 16) è stato un politico romano, fu il più giovane figlio del console Lucio Scribonio Libone e della moglie Sulpicia.

## Biografia
Marco era membro della famiglia degli Scriboni Liboni, pronipote di Pompeo e cugino dei Cesari.
Insieme a suo fratello Lucio Scribonio Libone Druso, fu accusato di complotto sovversivo. I due uomini vennero processati in Senato dallo stesso imperatore romano Tiberio. Al processo Marco era malato e implorò pietà. Un parente materno (Publio Sulpicio Quirinio) li difese e chiese la grazia all'imperatore. Tiberio gli disse di rivolgersi al Senato.
Egli era stato accusato di aver cospirato contro Tiberio. Ciò riguardava l'aver chiesto ad un indovino se egli sarebbe stato sufficientemente ricco da pavimentare la Via Appia, fino a Brindisi con il suo denaro. Tacito descrive le accuse contro Libone come assurde e senza senso.
Tiberio avrebbe voluto indagase sugli schiavi di Libone, ma esisteva un decreto senatoriale, secondo il quale non potevano essere utilizzate le confessioni di schiavi torturati nei processi contro i loro padroni. Per ovviare a ciò, Tiberio fece in modo che gli schiavi venissero venduti ad un agente dell'aerarium, per poi muovere le accuse contro Libone che confermarono tutte le accuse nel processo.
La sua prozia Scribonia (la seconda moglie dell'imperatore Augusto), tentò di convincere Marco ad affrontare il processo, piuttosto che suicidarsi. Tuttavia, Marco si colpì a morte due volte allo stomaco il 13 settembre del 16 d.C. Il Senato romano accettò di dividere i suoi beni tra i suoi accusatori, che era la pratica comune di quel tempo. Inoltre, la sua statua e le sue maschere funebri furono rimosse durante la parata funebre e ai membri della gens Scribonia fu proibito di portare il nome di Druso. I suoi sostenitori furono messi a morte, mentre il giorno della sua morte è stato dichiarato un giorno festivo.